# Io odio gli attori
Io odio gli attori (Je hais les acteurs) è un film del 1986 diretto da Gérard Krawczyk.